# Glasnevin
Glasnevin (Conocido en irlandés como Glas Naíon) es un barrio de Dublín, Irlanda, y atravesado por el río Tolka. Se trata de un barrio residencial que alberga lugares singulares como los Jardines Botánicos Nacionales, el Cementerio de Glasnevin o la sede central de la Oficina Meteorológica Nacional. En él se encuentra la Universidad de la Ciudad de Dublín (Dublin City University) donde tiene su campus principal entre otras instalaciones. Glasnevin es también una parroquia civil en la antigua baronía de Coolock .